# Aeroportul Comandante Gustavo Kraemer
Aeroportul Comandante Gustavo Kraemer (IATA: BGX, ICAO: SBBG) este un aeroport din Rondonópolis, Mato Grosso, Brazilia ce deservește zona Bagé. Aeroportul a fost tranzitat în 2022 de 1.767 de pasageri. A fost numit după zona deservită.
Situat la o altitudine de 186 m, aeroportul dispune de 1 pistă. Este operat de Infraero⁠(d).

## Infrastructură

### Piste
Aeroportul dispune de o singură pistă. Pista 6/24 are suprafața de beton și dimensiunile 1.500 m × 30 m. 